# Obereopsis burmanensis
Obereopsis burmanensis là một loài bọ cánh cứng trong họ Cerambycidae.